# دانشگاه بحریه
دانشگاه بحریه (اردو: جامعه بحریه) یا BU، یک دانشگاه بخش دولتی است که در سال ۲۰۰۰ توسط نیروی دریایی پاکستان در جاده شانگریلا، بخش E-8/1 در اسلام‌آباد، پاکستان تأسیس شد. این دانشگاه دارای پردیس‌هایی در کراچی و لاهور است.
این دانشگاه توسط نیروی دریایی پاکستان تأسیس و به‌صورت نیمه دولتی اداره می‌شود و در مقاطع لیسانس، فوق لیسانس و دکترا دانشجو می‌پذیرد. علاوه بر این دانشگاه بحریه اخیراً برنامه‌های MBBS و BDS خود را برای پردیس اسلام‌آباد نیز راه اندازی کرده‌است. تحقیقات آن در راستای توسعه علوم مهندسی، فلسفه، طبیعی، اجتماعی و پزشکی است. بحریه یک دانشگاه جامع است که دارای برنامه‌های چند رشته‌ای است که شامل علوم بهداشتی، علوم مهندسی، علوم کامپیوتر، علوم مدیریت، علوم اجتماعی، حقوق، علوم زمین و محیط زیست، روانشناسی و مطالعات دریایی می‌باشد. این دانشگاه یکی از برترین موسسات آموزش عالی کشور پاکستان است و از سال ۲۰۱۶ رتبه ۲۳ را در بین ۳۰ دانشگاه برتر و برجسته کشور در «رده عمومی» توسط HEC کسب کرده‌است. این دانشگاه یکی از اعضای انجمن دانشگاه‌های مشترک المنافع انگلستان است.